# ГЕС Nam Ngiep 2
ГЕС Nam Ngiep 2 – гідроелектростанція у центральній частині Лаосу. Знаходячись між ГЕС Nam Ngiep 3A та ГЕС Nam Ngiep 1, входить до складу каскаду на річці Nam Ngiep, лівій притоці однієї з найбільших річок Південно-Східної Азії Меконгу (впадає до Південно-Китайського моря на узбережжі В’єтнаму).
Через кілька сотень метрів після машинного залу станції Nam Ngiep 3A річку перекрили бетонною греблею висотою 20 метрів, яка спрямовує ресурс у прокладений через правобережний гірський масив дериваційний тунель довжиною 7,4 км. Останній виводить до головного водосховища, створеного на правій притоці Nam Ngiep річці Нам-Сен за допомогою кам’яно-накидної греблі з глиняним ядром висотою 70,5 метрів. Зі сховища, котре має об’єм у 163 млн м3, інший тунель довжиною 10,9 км веде до машинного залу, облаштованого в долині ще однієї правої притоки Nam Ngiep річки Нам-Сіам, незадовго до устя останньої.
Основне обладнання станції становлять три турбіни типу Френсіс потужністю по 60 МВт, які при напорі від 428 до 490 метрів повинні забезпечувати виробництво 720 млн кВт-год електроенергії на рік. 
Видача продукції відбувається по ЛЕП, розрахованій на роботу під напругою 230 кВ.
Проект, введений в експлуатацію у 2015 році, реалізували китайська China International Water & Electric Corp (90%) та місцева державна Electricite du Lao (10%).